# Calzada de Calatrava
Calzada de Calatrava é um município da Espanha na província de Cidade Real, comunidade autónoma de Castela-Mancha. Tem 410,94 km² de área e em 2021 tinha 3 615 habitantes (densidade: 8,8 hab./km²).

## Demografia
| Variação demográfica do município entre 1991 e 2004 | Variação demográfica do município entre 1991 e 2004 | Variação demográfica do município entre 1991 e 2004 | Variação demográfica do município entre 1991 e 2004 |
| --------------------------------------------------- | --------------------------------------------------- | --------------------------------------------------- | --------------------------------------------------- |
| 1991                                                | 1996                                                | 2001                                                | 2004                                                |
| 5068                                                | 4934                                                | 4574                                                | 4603                                                |

## Património
- Iglesia Parroquial Nuestra Señora de la Asunción;
- Ermita del Salvador del Mundo;[3]
- Ermita de San Sebastián;
- Ermita de la Santísima Trinidad;
- Ermita de San Isidro;
- Ermita Nuestra Señora de la Soledad;
- Convento de Padres Capuchinos;[4]
- Castelo de Salvatierra;[5][6]
- Hospedería - Enfermería de los Caballeros;
- Casa de la Tercia;
- Casa del Mayorazgo de la Cadena;
- Casa de Claveros;
- Casa de los Hore;
- Hospedería de los Calatravos.